# Command & Conquer 3: Kane’s Wrath
A Command & Conquer 3: Kane’s Wrath a Command & Conquer 3: Tiberium Wars egyetlen kiegészítője. Sok új egységgel, épülettel és fejlesztéssel gazdagította a játékot, tovább új kampányt és játékmódokat is tartalmaz. A kiegészítő sikeres telepítésének egyik feltétele az alapjáték (Tiberium Wars) vagy a Kane Edition vagy a Command & Conquer Saga megléte is. Ez a követelmény csak a PC kiadásra érvényes, az Xbox 360-asra nem.

## Új játékmódok
- A Kane's Wrath kampánya a Második Tibérium Háború (Tiberian Sun) követő "Tűzvihar" incidens (Firestorm) utáni és a Harmadik Tibérium Háború (Tiberium Wars) közötti történések kerülnek előtérbe, mint Kane sokadik visszatérése a biztosnak vélt halálból, a Tűzviharban központi szerepet kapott CABAL mesterséges intelligencia utóélete és a Scrin faj felbukkanása.
- Global Conquest ("Világhódítás"): Ez a PC verzió új módja, ahol a játékos az ismert Rizikó társasjáték alapján a Föld meghódítását veheti célba. Ebben a körökre osztott módban a játékos bázisokat építhet, amelyek u.n befolyási zónákat generálnak maguk körül. A bázisok energiaszintjét, védelmét és fejlettségét lehet fejleszteni három fokozatban, azután a bázis készen áll u.n stratégia építmények fölhúzására (mint a szuperfegyverek). A befolyási zónákon belül lehet a térképen jól látható élénkzöld tibérium mezőket learatni, valamint haderőt képezni, amelyek aztán újabb területszerzés következtében újabb bázisokat építhetnek fel. A hadsereg ereje függ a kiképzési helyként szolgált bázis fejlettségétől, értelemszerűen az elérhető harmadik szintű hadak a legerősebbek. Mind a védekezés, mind a támadás esetén van mód a csatát levezetni a hagyományos RTS alapon valós időkben, de lehet kérni a számítógépet arra, hogy a bázis védelmének illetve a szemben álló hadak erejének függvényében becsülje fel a várható veszteségeket, így eldöntve a csata kimenetelét. Az említett stratégiai képességek és más tulajdonságok a mód dimenziójához lettek igazítva, tehát globális hatósugarúak és akadnak köztük olyanok, amelyek az ellenséges/baráti haderőkre vagy független városok lakosságára vannak hatással. A térképen található civil városok gyarapodása (GDI és NOD) illetve pusztulása (Scrin) további erőforrást jelent, de vannak kikötővárosok, amelyek a haderők kontinensek közötti közlekedését szolgálják a GDI-nek és a NOD-nak (a Scrin-nek féreglyukat használnak). Ha a játékos nem képes az elsődleges győzelmi kondíciót teljesíteni (tehát minden ellenséges bázis elpusztítása, a teljes dominancia), akkor a másodlagos jön a képbe, így a GDI a világ 33%-ának birtoklása, a NOD-nak 24 fellázított város, a Scrin-nél 9 Threshold Tower ("Küszöbtorony") felépítése.
- Kane's Challenge (Kane Kihívása): Ez az Xbox 360 konzol új módja, a Command & Conquer: Generals - Zero Hour alatt megjelent Challenge megfelelője, ahol a NOD egyik parancsnoki székébe helyet foglalva kell megszabott tábornokok ellen fel venni a harcot, akik többnyire kész bázissal és nagy erőkkel indulnak, a cél pedig hogy a játékos felülkerekedjen rajtuk.

## Új egységek, épületek, fejlesztések és képességek
Természetesen új egységek, épületek, fejlesztések és képességek is megjelentek mindhárom oldalon, de az igazi változás az u.n "epikus egységek" megjelenése:
- GDI: M.A.R.V.: Ez az óriási, ormótlan tank képes learatni az útjába kerülő tibériumot, átmenni más kisebb tankokon és járműveken, fegyvere pedig tripla-csövű hangágyú.
- NOD: Redeemer ("Megváltó"): Az Avatar (Avatár) harci robot nagy testvére, 3 erőteljes lézerágyúval és képes a beépített dühgenerátorával (rage generator) a közelében tartózkodó ellenséges szárazföldi egységeket káoszba taszítani, hogy aztán azok mindenkire tüzeljenek, akit csak meglátnak.
- Scrin: Eradicator Hexapod ("Eltörlő"): Ez a 3 pár lábú rovarszerű gigász pusztító plazmakorongokkal támad és képes egy bizonyos hatósugáron belül az elpusztult egységek életerejéből önmagát meggyógyítani.

Minden oldal és azok mellékfrakciói is elérhetik ezeket a több emelet magas, erőteljes szárazföldi járműveket. Ezek az egységek közös tulajdonsága, hogy az általuk használt alapfegyveren túl képesek véglegesen elszállásolni közönséges gyalogsági alakulatokat is, így növelve meg erejüket vagy szert téve új képességekre (Például technikust beszállítva öngyógyítás érhető el). Az előállításuk komoly anyagi forrásokat és fejlett technológiai szintet kíván meg, továbbá egy külön épület gyártja le ezeket az egységeket. A "kommandó" gyalogsághoz hasonlóan a rendszer jelezz minden elkészült epikus járművet és ugyancsak egyszerre csak egyet lehet előállítani.
Mindhárom alapvető oldal jó pár új fejlesztéssel is gazdagodott, amelyek (többnyire) a régebbi egységek és védelmi rendszerek megerősítései (a mellékfrakciók is képesek elérni ezeket).

## Különálló mellékfrakciók megjelenése
A 3 oldal külön mellékfrakciókat kaptak, amelyek új lehetőségekkel és gyakran újabb egységekkel is gazdagodtak.
- GDI
  - ZOCOM (Zone Operations Command; Zóna Hadműveleti Csapat): A Zónakatonákat (Zone Trooper)  felváltja a hatékonyabb  sínágyút és légvédelmi rakétákat bevető Zónatámadó (Zone Raider), a közönséges Orka (Orca) vadászrepülő hanggránátokkal lett felszerelve, a GDI egyik új egysége, a Shatterer is új képességet kap. A begyűjtőket föld-levegő rakétafegyverekkel látták el (Rocket Harvester).
  - Steel Talons ("Acélkarmok"): A Vadász (Predator) tank helyére lép a Titán lépegető, új egysége pedig a könnyű gyalogságelhárító "Rozsomák" (Wolverine) lépegető is. A "Rettenhetetlen" (Juggernauth) ostromlépegető helyére a "Behemót" (Behemoth) került, amely már képes gyalogsági alakulatokat is elszállásolni, az APC helyére pedig a Mobil Javító Szállító (Mobile Repair Transport) lépett. A begyűjtő gépfegyver helyett saját bunkert (Heavy Harvester), míg a közönséges mérnök pisztolyt kap (Combat Engineer).
- NOD
  - Black Hand (Fekete Kéz): Közönséges lövészosztagát hallucinogén gránátokkal felszerelt "Gyóntatókra" (Confessor), a láthatatlan tankot tisztán légvédelmi "Sáska" (Mantis) robotra, az Avatár harci robotot pedig lángszórós "Tisztogatóra" (Purifier) cserélte le, viszont semmiféle légierőt nem tud előállítani és nem használ láthatatlanságot biztosító technológiákat (így az új NOD egység, a "Szellemtüzérség" (Specter Artillery) sem láthatatlan) és támogatóképességeket sem.
  - Marked of Kane (Kane Kiválasztottjai): Magasan fejlett kibernetikai tudománya miatt az alapvető lövészosztagát "EMP" ágyús kiborgcsapattá, "Felébredettekké" (Awakened) alakította, lángszórós osztagát pedig folyékony, járműlassító tibériumot szóró gyalogságra (Tiberium Trooper) és saját, szintén kiborg osztaga, a tankelhárító "Megvilágosodtak" (Enlightened).
- Scrin
  - Traveler-59 ("Utazó-59"): Új egységként megjelenik a megfertőzött emberekből álló fegyvertelen agydomináló kultisták (Cultist), a korábbi hősgyalogsága, a "Felsőbb Elme" (Mastermind) helyére pedig a "Csoda" (Prodigy) kerül, amely képes tömegek felett is átvenni a hatalmat és hatékonyabb a teleportálása is. A légi egységeket olcsóbban állítják elő.
  - Reaper-17 ("Arató-17"): A sima Lépegetőt felváltja a szabadon fellelhető tibérium feldolgozásával megerősíthető "Arató Lépegető" (Reaper Tripod), a Lövegjárót (Gunwalker) pedig a tibériumkristályokkal tüzelő "Szilánkjáró" (Shard Walker), az aratójuk pedig pajzsot kap (Shielded Harvester), cserébe viszont a "Viharlovas" (Stormrider) vadászgépeken kívül más légierőt nem képesek teleportálni a Földre.

A mellékfrakció saját támogatóképességekkel is rendelkeznek, de egységfejlesztésekkel alig.